# 安德列斯·席曼尼茲
安德列斯·阿方索·席曼尼茲·歐索里奧（西班牙語：Andrés Alfonso Giménez Osorio，1998年9月4日—），為美國職棒大聯盟的游擊手及二壘手，目前效力於多倫多藍鳥。他先前曾效力於大都會與守護者兩隊，他在2020年登上大聯盟。

## 職業生涯

### 紐約大都會
2015年，席曼尼茲以國際自由球員身分加盟大都會。2019年協曼尼茲入選球隊的40人名單。2020年，席曼尼茲在開幕戰完成大聯盟初登場。他在7月29日敲出大聯盟首安，並在同場比賽打回首分打點。最後他在新人王票選獲得一張選票。透過Statcast數據顯示，他的跑速在所有游擊手中名列第四。

### 克里夫蘭印地安人/守護者
2021年1月7日，大都會將席曼尼茲、艾梅德·羅薩里奧、Josh Wolf和Isaiah Greene交易到印地安人，換來法蘭西斯科·林多爾和卡洛斯·卡拉斯可。席曼尼茲成為開幕戰的游擊手，不過他開季表現掙扎，在5月中被下放到3A。
2022年，席曼尼茲破繭而出，整季打擊率為2成97，並敲出17轟與69分打點。他不僅入選為美聯明星賽先發二壘手，最後甚至累積281的WRC+。最終他獲選金手套獎，還入選聯盟第二隊。

## 外部連結
- 球員資訊和成績在MLB ，ESPN ，Retrosheet ，Baseball Reference ，Baseball Reference (Minors) ，Fangraphs （英文）